# مقام النبي نوح (الخليل)
مسجد ومقام النبي نوح يقع في وسط مدينة دورا، بمحافظة الخليل جنوب الضفة الغربية، ويبعد عن مدينة الخليل حوالي 7 كيلومتر، وهو عبارة عن بناء تاريخي قديم يحوي المقام ومسجد.

## التسمية والتاريخ
سُمي مقام النبي نوح منذ القدم في مدينة دورا، نسبة إلى النبي نوح عليه السلام.

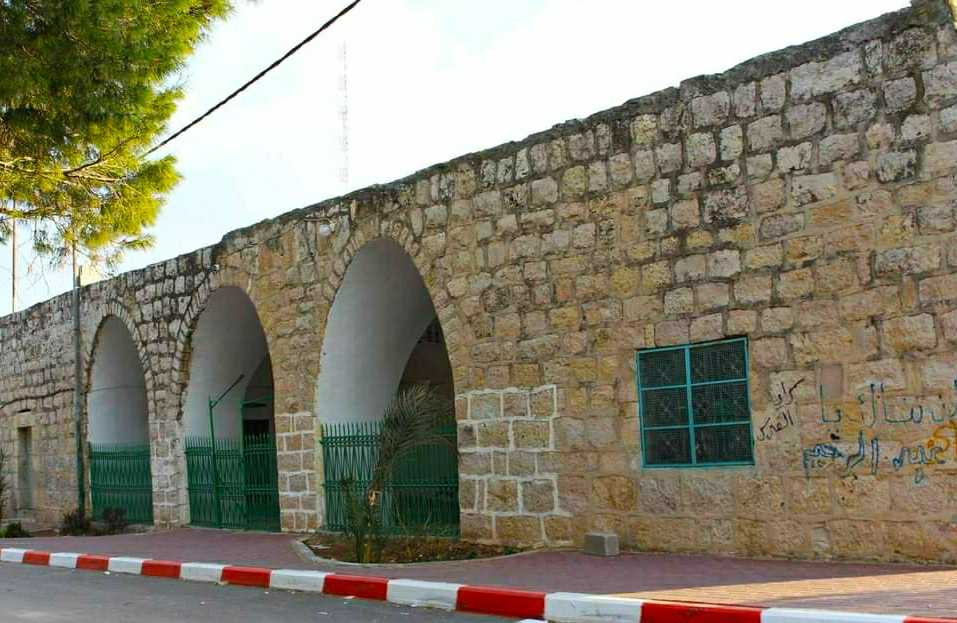
صورة مسجد ومقام النبي نوح في دورا

يعتبر من أهم معالم دورا التاريخية، بناؤه يطل على مدينة دورا، ويضم ساحة ومقبرة بالإضافة إلى المسجد ومرافق أخرى، وكذلك توجد في المكان تكية النبي نوح يقدم فيها الطعام المجاني، على غرار التكية الإبراهيمية في الخليل، يزوره الزوار من مختلف المناطق، وتقام في المسجد والساحة الصلوات بانتظام وخاصة في شهر رمضان المبارك.

## الإشراف المحلي
تشرف وزارة الأوقاف والشؤون الدينية الفلسطينية على المقام والمرافق العامة التابعة له، وبلدية دورا التابعة لوزارة الحكم المحلي الفلسطينية.